# Биг-Сэнди (приток Огайо)
Биг-Сэнди (англ. Big Sandy River) — река на границе штатов Западная Виргиния и Кентукки, США. Левый приток реки Огайо. Длина составляет 47 км; средний расход воды — около 126 м³/с.
Берёт начало между городками Луиза (Кентукки) и Форт-Гей (Зап. Виргиния), как слияние рек Таг-Форк и Левайса-Форк. Течёт преимущественно в северном направлении, между округами Лоуренс и Бойд (Кентукки) и Вейн (Западная Виргиния). Впадает в реку Огайо в 13 км к западу от города Хантингтон, на высоте 158 м над уровнем моря. Река является судоходной и обеспечивает преимущественно транспортировку угля с местных шахт.